# 크렁크
크렁크(crunk)는 1990년대 초에 등장한 힙합 음악의 하위 장르이며 2000년대 중순 기간 대세적인 성공을 거두었다. 크렁크는 보통 업템포이며 남부 힙합의 댄스, 클럽 지향 하위 장르들 중 하나이다. 전형적인 크렁크 트랙은 계층화된 키보드 신지타이저, 드럼 머신 손뼉 리듬, 헤비 베이스라인, 소리치는 보컬로 구성된 주 리듬을 사용하며 외치면 응답하는 방식이 종종 사용된다.

## 같이 보기
- 갱스터 랩